# Teorie všeho
Teorie všeho je ve fyzice pojem pro teorie, které by do jediného matematicky konzistentního rámce zahrnuly zákony pro všechny dosud známé základní interakce, a to na všech úrovních a škálách organizace hmoty. V užším významu tak bývá někdy označována také jednotná teorie pole, která by měla především poskytnout syntézu obecné relativity a kvantové mechaniky. Výsledkem by měla být teorie kvantové gravitace. O její nalezení v posledních třiceti letech svého života usiloval Albert Einstein a po něm i např. Stephen Hawking, který na teorii všeho pracoval desítky let: „Teorie všeho by měla pomocí jednotných zákonů popisovat chování subatomárních částic i kup galaxií.“
Základem obecné teorie relativity je Riemannova geometrie, vybavená metrickou strukturou (s obecně nenulovým tenzorem křivosti). Základem kvantové mechaniky je geometrie komplexního Hilbertova prostoru, vybavená pravděpodobnostní strukturou. Hledání teorie všeho lze chápat jako objevování takové geometrie, která je svorníkem obou těchto zdánlivě neslučitelných geometrií. Názory autorů na možnosti a vlastnosti takové teorie všeho se doposud velmi liší.

## Historie
Již po roce 1921, tj.po publikaci Einsteinovy obecné teorie relativity, přišel Theodor Kaluza s hypotézou, že při rozšíření obecné teorie relativity o dodatečný čtvrtý prostorový rozměr lze získat z rovnic takto zobecněné teorie Maxwellovy rovnice pro elektromagnetické pole. V roce 1926 Oskar Klein podal Kaluzovu klasickou pětirozměrnou teorii v kvantové interpretaci, aby se shodl s tehdejšími objevy Heisenberga a Schrödingera a vyslovil hypotézu, že pátý rozměr je stočený do mikroskopického kruhu.
Koncem 60. let 20. století byla vytvořena za přispění Stevena Weinberga tzv. teorie elektroslabé interakce sjednocující elektromagnetické a slabé interakce a v roce 1974 byla dále vytvořena Abdus Salamem tzv. teorie velkého sjednocení sjednocující elektroslabé a silné interakce.
Roku 1974 se objevila tzv. teorie strun, která popisovala silnou interakci, poté během tzv. první superstrunové revoluce v roce 1984 se ukázalo, že tzv. teorii superstrun lze zobecnit na popis všech dosud známých interakcí včetně gravitace. Během tzv. druhé superstrunové revoluce v roce 1995 se dále ukázalo, že pět vzájemně se lišících desetirozměrných teorií superstrun sjednocuje tzv. M-teorie, která je formulována pro časoprostor o jedenácti dimenzích a zahrnuje i jedenáctidimenzionální supergravitaci. Pociťovanými nedostatky M-teorie jsou doposud velmi neostré formulace principů, mnohoznačné předpovědi, matematická složitost a slabý vztah k experimentu. Také hodnoty 19 parametrů standardního modelu částicové fyziky M-teorie neurčuje a jsou dány pouze empiricky. Nejde tedy dosud o teorii v pravém slova smyslu.
Další verze teorie kvantové gravitace je známá pod názvem smyčková kvantová gravitace, jejíž základy položil v roce 1986 Abhay Ashtekar, podle které prostor a čas na Planckově škále nejsou zcela fundamentálními entitami, ale jsou složeny ze základnějších struktur, nazývaných spinové sítě (grafy), tvořené jednorozměrnými objekty (hranami grafu) představujícími bosony, jejichž koncové body (vrcholy grafu) představují fermiony, silové interakce mezi fermiony jsou projevem určitých excitovaných stavů bosonů, čas je pak důsledkem variací těchto excitovaných stavů a časoprostor je pak pouhou iluzí.
I když bývají zmíněné teorie často stavěny do konkurenčního protikladu, lze rozpoznat společné základní rysy. Dominuje zejména společný předpoklad, že přirozený fyzikální prostor není tvořen body (útvary dimenze nula), nýbrž složitějšími jedno či vícerozměrnými útvary. Hlavním smyslem tohoto předpokladu je odstranit singularity, nekonečna, divergence a nepřirozené geometrické nespojitosti z teorie. Tato myšlenka není nová a je vtělena již v liniové geometrii plochého prostoročasu Julia Plückera či v projektivní geometrii založené na Cayleyově-Kleinově metrice (viz informační fyzika). Např. v posledně jmenované geometrii je fundamentální objekt tvořen obecnou komplexní kvadrikou (kuželosečkou), zatímco body, přímky a kuželosečky jsou chápány jako určité speciální (a singulární) případy, sestrojené z fundamentálního objektu.

Vizuální reprezentace E8 polytopu

Existují též novější syntetizující teorie s určitými ambicemi teorie všeho, které za základ kladou poněkud odlišná východiska, metodologii a cíle. Např. tzv. výjimečně jednoduchá teorie všeho Antonyho Garretta Lisiho sjednocuje standardní model s gravitací pomocí 248 bodové osmidimenzionální tzv. E8 geometrie. Dále např. tzv. vynořující se gravitace (anglicky Emergent Gravity), v pojetí Erika Verlindeho z roku 2010 řeší zcela neobvykle existenci prostoru a času. Prostor a čas se automaticky vynoří v důsledku existence informace (entropie) na uzavřeném holografickém plátně (hranici oblasti). Stejně tak jako vznikne prostor a čas, je i zákon setrvačnosti (těleso setrvává v rovnoměrném přímočarém pohybu, dokud na něj nepůsobí síla) důsledkem existence informace na hranici oblasti. Verlinde ukázal, že růst entropie v jeho holografickém světě vede na gravitační sílu (ať v Newtonově nebo v Einsteinově pojetí). Gravitaci tak chápe jako entropickou sílu, což znamená, že gravitace jakožto primární interakce neexistuje, je jen důsledkem statistického chování objektů mikrosvěta.